# 티무르 디비로프
티무르 마고메도비치 디비로프(러시아어: Тиму́р Магоме́дович Дибиро́в, 1983년 7월 30일~)는 러시아의 핸드볼 선수로 포지션은 레프트윙이다. 현재 크로아티아 리그의 RK 자그레브 소속으로 뛰고 있으며, 러시아 핸드볼 국가대표팀의 일원으로서 2008년 하계 올림픽에 참가했다.